# Действительный тайный советник 1-го класса

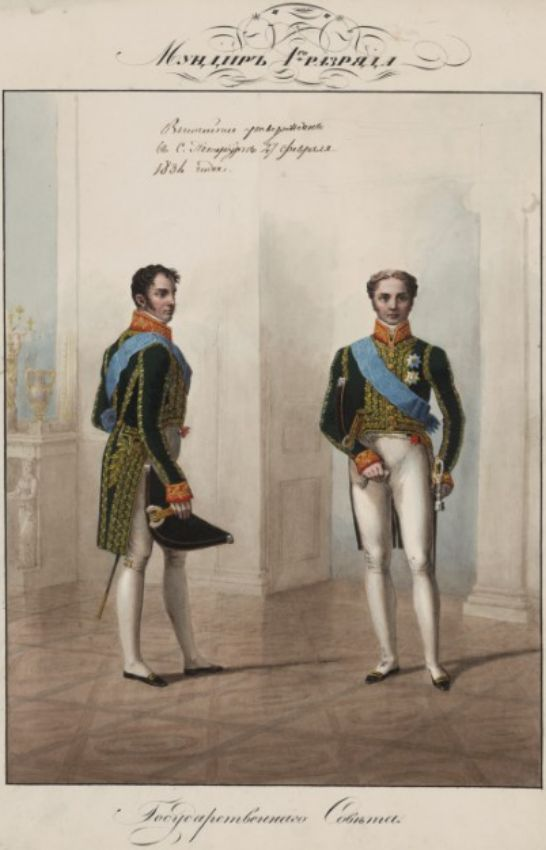
Мундир действительного тайного советника 1-го класса (1834 год)

Действи́тельный та́йный сове́тник 1-го кла́сса — гражданский (статский) чин 1-го класса в Табели о рангах с конца XVIII века, дававшийся лицам, которые в силу своего служебного положения не могли именоваться канцлерами. Соответствовал чинам канцлера, генерал-фельдмаршала и генерал-адмирала. За время существования Российской империи его получили всего 13 человек (двое из них впоследствии стали канцлерами). В отличие от чина канцлера, чин действительного тайного советника 1-го класса присваивался вплоть до революции 1917 года.

## Действительные тайные советники 1-го класса
1. 1773 — граф Никита Иванович Панин (1718—1783)
2. 1796 — светлейший князь Александр Андреевич Безбородко (1747—1799), с 1797 г. — государственный канцлер
3. 1801 — граф Александр Романович Воронцов (1741—1805), с 1802 г. — государственный канцлер
4. 1807 — князь Александр Борисович Куракин (1752—1818)
5. 1811 — граф Александр Сергеевич Строганов (1733—1811)
6. 1814 — светлейший князь Пётр Васильевич Лопухин (1753—1827)
7. 1819 — светлейший князь Андрей Кириллович Разумовский (1752—1836)
8. 1826 — князь Алексей Борисович Куракин (1759—1829)
9. 1841 — князь Александр Николаевич Голицын (1773—1844)
10. 1852 — князь Сергей Михайлович Голицын (1774—1859)
11. 1868 — князь Павел Павлович Гагарин (1789—1872)
12. 1906 — граф Дмитрий Мартынович Сольский (1833—1910)
13. 1916 — Иван Логгинович Горемыкин (1839—1917)